# Khandjyan (Armenia)
Khandjyan o Khanjyan (in armeno Խանջյան?) è un comune dell'Armenia di 2 108 abitanti (2009) della provincia di Armavir.
La città venne edificata come un sovkhoz (una fattoria collettiva) nel 1957 e chiamata così in onore di Aghasi Khanjian, primo segretario del partito comunista armeno.